# NGC 5074
NGC 5074 est une galaxie spirale située dans la constellation des Chiens de chasse. Sa vitesse par rapport au fond diffus cosmologique est de 5 848 ± 19 km/s, ce qui correspond à une distance de Hubble de 86,3 ± 6,0 Mpc (∼281 millions d'al). NGC 5074 a été découverte par l'astronome germano-britannique William Herschel en 1785.
La classe de luminosité de NGC 5074 est II et elle présente une large raie HI.